# Deník mrtvých
Deník mrtvých (v anglickém originále Diary of the Dead) je americký hororový film z roku 2007. Režisérem filmu je George A. Romero. Hlavní role ve filmu ztvárnili Shawn Roberts, Joshua Close, Michelle Morgan, Joe Dinicol a Scott Wentworth.

## Obsazení
| Shawn Roberts      | Tony Ravello   |
| Joshua Close       | Jason Creed    |
| Michelle Morgan    | Debra Moynihan |
| Joe Dinicol        | Eliot Stone    |
| Scott Wentworth    | Andrew Maxwell |
| Philip Riccio      | Ridley Wilmott |
| George Buza        | Biker          |
| Amy Lalonde        | Tracy Thurman  |
| Tatiana Maslany    | Mary Dexter    |
| Quentin Tarantino  | zprávař        |
| Wes Craven         | zprávař        |
| Guillermo Del Toro | zprávař        |
| Simon Pegg         | zprávař        |
| Stephen King       | zprávař        |